# Tú y yo (canción de Maite Perroni)
«Tú y yo» es un sencillo que pertenece a la cantante mexicana Maite Perroni y que se encuentra en su álbum debut Eclipse de luna. 
Fue lanzado a la venta el 17 de junio del 2013 a través de descarga digital. Se trata de una canción de ritmo medio, perteneciente a los géneros pop y pop latino, con estilo de Bachata.

## Antecedentes
En febrero del 2013, se anunció que la cantante se había mudado a Nueva York para estudiar música y preparar su disco debut. El 12 de abril del 2013, durante una entrevista con la revista People en Español, adelantó información sobre su disco, argumentando: "No es un disco pretencioso, no vengo a decir que traigo sonidos nunca antes escuchados. Simplemente, quiero que se sienta, que se mueva el cuerpo y el alma. Llevo dos semanas grabando y me quedan cuatro canciones para terminar el disco".
El 17 de junio del 2013, a través de una video llamada con sus seguidores, dio a conocer el Lyric video del tema, subido en su canal oficial en YouTube. El lanzamiento del sencillo se programó para el 14 de junio y finalmente, se lanzó a la venta a través de descarga digital el 18 de junio del 2013.

## Presentaciones en vivo
El 20 de junio del 2013, se confirmó su participación en la décima entrega de los Premios Juventud, donde, además de ser presentadora, estrenó el sencillo por primera vez.

## Lista de canciones
- Descarga digital

| Tú y Yo — Sencillo |           |          |  |
| N.º                | Título    | Duración |  |
| 1.                 | «Tú y Yo» | 3:49     |  |

## Vídeo musical
El 17 de junio del 2013, la cantante anunció que grabaría el vídeo en la ciudad de Nueva York. El vídeo se estrenó el 12 de julio del 2013 a través de la cuenta de Pantene, marca de la cual la cantante es la cara oficial. El 16 de julio del 2013 fue subido a la cuenta oficial en Youtube de la cantante.

## Posicionamiento

### Listas
| País           | Organismo | Lista           | Mejor posición |
| 2013           | 2013      | 2013            | 2013           |
| -------------- | --------- | --------------- | -------------- |
| Estados Unidos | Billboard | Latin Pop Songs | 21             |

## Historial de lanzamiento
| Región              | Fecha               | Formato              | Discográfica |
| ------------------- | ------------------- | -------------------- | ------------ |
|                     | 17 de junio de 2013 | Lyric video Premiere | Warner Music |
| 17 de junio de 2013 | Descarga digital    |                      | Warner Music |